# Викторино, Шейн
Шейн Патрик Викторино (англ. Shane Patrick Victorino, род. 30 ноября 1980 года, Ваилуку, Гавайи) — американский профессиональный бейсболист, выступавший на позиции аутфилдера в Главной лиге бейсбола. За свою карьеру Викторино играл за «Сан-Диего Падрес», «Филадельфия Филлис», «Лос-Анджелес Доджерс», «Бостон Ред Сокс» и «Лос-Анджелес Энджелс из Анахайма».
Викторино дебютировал в МЛБ в 2003 году в «Падрес». С 2005 по 2012 год выступал за «Филлис», где четырежды выигрывал награду Голден Глоув, дважды участвовал в матчах всех звёзд МЛБ и стал чемпионом Мировой серии. Он также получал мемориальную награду Лу Герига в 2008 году и награду Бранча Рикки в 2011 году.

## Профессиональная карьера
31 июля 2012 года Викторино был обменян в «Лос-Анджелес Доджерс» на Джоша Линблома, Этана Мартина и денежную компенсацию. За 53 игры в «Доджерс» он в основном играл на позиции левого филдера. Его процент отбивания составил 24,5 %, а также он сделал 2 хоум-рана, 15 RBI и 15 краж баз.
13 декабря 2012 года Викторино подписал трёхлетний контракт с «Бостон Ред Сокс» на сумму 39 млн долларов.
12 мая 2013 года Викторино столкнулся с правым филдером и получил травму. Несмотря на это, он ещё отыграл 2 иннинга. 24 мая он был помещён в список травмированных игроков и вернулся лишь 8 июня.
27 июля 2015 года Викторино вместе с денежной компенсацией был обменян в «Лос-Анджелес Энджелс из Анахайма» на Джоша Ратледжа. 2 ноября он стал свободным агентом.
В феврале 2016 года он подписал контракт с «Чикаго Кабс» на выступление в низших лигах. 29 марта команда разорвала с ним контракт, но в тот же день контракт был переподписан. 23 мая его вновь уволили.
3 июля 2018 года Викторино официально объявил о завершении игровой карьере, а 3 августа заключил однодневный контракт с Филадельфией, чтобы он смог завершить карьеру в её составе.